# Orgeln der Schwarzen Kirche (Brașov)

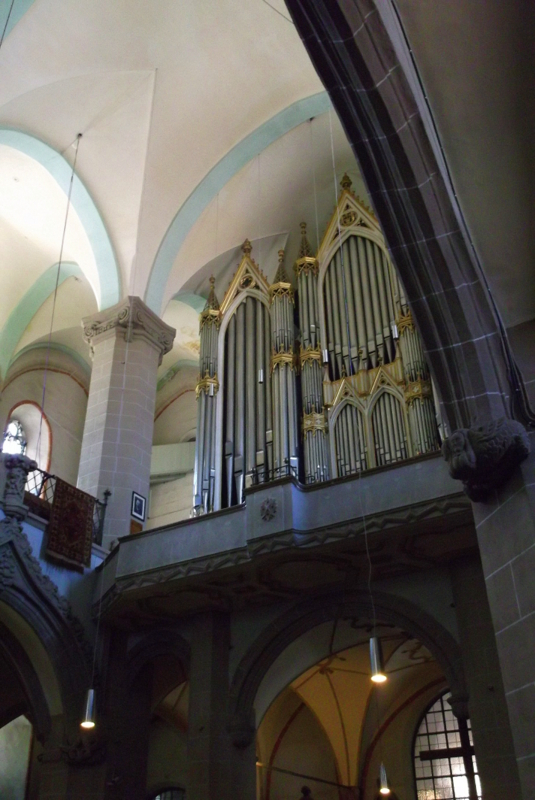
Buchholz-Orgel von 1839

Die Orgeln der Schwarzen Kirche sind wertvolle historische Orgeln in Brașov (deutsch Kronstadt) in Siebenbürgen in Rumänien. Die Hauptorgel wurde 1836 bis 1839 von Carl August Buchholz aus Berlin gebaut und ist mit 63 Registern, vier Manualen und Pedal dessen größtes Werk. Die Chororgel wurde 1861 von Carl Hesse aus Wien gebaut und hat acht Register. Sie steht seit 1987 in der Schwarzen Kirche. Ein Positiv von 1699 von einem unbekannten Erbauer hat ebenfalls acht Register und kam 2009 nach Kronstadt.

## Geschichte der Kirche
Der Bau der Kirche begann im Jahr 1383, die Fertigstellung erfolgte um 1480. Die Restaurierung begann in den 1970er Jahren, ab 1998 wurde auch die Orgel restauriert und die Kirche am 14. Oktober 2001 mit der Wiedereinweihung der Orgel übergeben.

## Hauptorgel

### Baugeschichte

#### Neubau durch Buchholz 1835–1839
1828 beschloss eine Kronstädter Kommission den Neubau einer Orgel in der Schwarzen Kirche. Nach ersten Anfragen beim Orgelbauer Deutschmann aus Wien und bei den Brüdern Serassi aus Bergamo, wurde die Kommission auf die 1835 gebaute Buchholz-Orgel in der Marienkirche Frankfurt (Oder) hingewiesen, woraufhin dem Berliner Orgelbauer Carl August Buchholz die Rahmenbedingungen für einen Orgelbau unterbreitet wurden. Dieser sandte am 24. August 1835 einen Kostenvoranschlag mit Dispositionsentwurf, dem die Orgelbaukommission zustimmte. Mit Vertragsunterzeichnung am 19. September 1835 begannen die Arbeiten an der neuen Orgel, die gemäß Vertrag ursprünglich vier Manuale zu 56 Tasten, Pedal zu 27 Tasten, 62 klingende Stimmen und 76 Registerzüge besitzen sollte. 50.000 Gulden Wiener Währung sollte Buchholz für die Ausführung erhalten.
Carl August Buchholz und sein Sohn Carl Friedrich Buchholz begaben sich zusammen mit drei Gesellen nach Kronstadt, um mit den Bauarbeiten vor Ort zu beginnen. Innerhalb von dreieinhalb Jahren entstand die Orgel, die eine klingende Stimme mehr erhielt als vertraglich festgelegt war (HW Rohrflöte 8').
Am 17. April 1839 wurde die Orgel mit einigen Improvisationen und Kantaten von Friedrich Schneider und Johann Lucas Hedwig eingeweiht. In der Kirche waren über 1000 Personen anwesend. Die Predigt hielt Pfarrer Greissing, anschließend wurden Teile aus dem Messias von Georg Friedrich Händel gespielt. Organist war Carl August Buchholz selbst, der in den folgenden Tagen Interessierten die Orgel vorführte und erklärte.

#### Umbau 1966
Heinrich Mauss beschrieb 1873 die Disposition der Orgel. 1966 wurde sie wie folgt verändert:
- Im Hauptwerk wurde das Cornett 16′ auf 8′ umgestellt.
- Im Unterwerk wurde die Flauto traverso 8′ durch einen 1′ ersetzt und die Progressio harmonica III–V fach mit höher liegenden Chören verändert.
- Im Pedal der Nasard 10 2⁄3′ durch eine Oktave 2′ ersetzt und die Mixtur IV mit einer Quinte 1 1⁄3′ aufgehellt.

Alle Änderungen wurden bei den Renovierungsarbeiten 1998–2001 wieder rückgängig gemacht, da alle Originalpfeifen vorhanden waren.
Die Orgel überstand so nahezu unbeschädigt sowohl die Modernisierungsbestrebungen als auch die beiden Weltkriege.

#### Restaurierung durch Stemmer 1997–2001
In den Jahren von 1997 bis 2001 wurde die Buchholz-Orgel unter der Leitung des schweizerischen Orgelbauers Ferdinand Stemmer restauriert. Dabei wurden die Pfeifen ausgebaut und gereinigt und Beschädigungen repariert. Die Änderungen von 1966 wurden rückgängig gemacht.

### Disposition (wiederhergestellt 2001)
| I Unterwerk (schwellbar) C–g3 |       |
| Salicional                    | 16′   |
| Principal                     | 8′    |
| Gedakt                        | 8′    |
| Flauto traverso               | 8′    |
| Viola da Gamba                | 8′    |
| Octava                        | 4′    |
| Flauto doce                   | 4′    |
| Viola d’amore                 | 4′    |
| Gemshorn                      | 2 ⁄3′ |
| Decimaquinta                  | 2′    |
| Prog. harmonica III–V         |       |

| II Rohrwerk (schwellbar) C–g3 |     |
| Fagott                        | 16′ |
| Rohrflöte                     | 8′  |
| Violino                       | 8′  |
| Vox Angelica                  | 8′  |
| Principal                     | 4′  |
| Trompete                      | 8′  |
| Clarinette                    | 8′  |

| III Hauptmanual C–g3 |        |
| Principal            | 16′    |
| Quintatön            | 16′    |
| Principal            | 8′     |
| Rohrflöte            | 8′     |
| Gemshorn             | 8′     |
| Viola                | 8′     |
| Nasard               | 5 1⁄3′ |
| Cornett V (ab g)     |        |
| Octava               | 4′     |
| Spitzflöte           | 4′     |
| Waldflöte            | 4′     |
| Quinta               | 2 ⁄3′  |
| Superoctav           | 2′     |
| Scharf V             |        |
| Cimbel III           |        |

| IV Oberwerk C–g3 |       |
| Bourdon          | 16′   |
| Principal        | 8′    |
| Gedact           | 8′    |
| Hohlflöte        | 8′    |
| Salicional       | 8′    |
| Quintatön        | 8′    |
| Octava           | 4′    |
| Rohrflöte        | 4′    |
| Fugara           | 4′    |
| Nasard           | 2 ⁄3′ |
| Superoctav       | 2′    |
| Mixtur V         |       |
| Hautbois         | 8′    |

| Pedal C–f1     |         |
| Principal      | 32′     |
| Untersatz      | 32′     |
| Principal      | 16′     |
| Subbaß         | 16′     |
| Violone        | 16′     |
| Nasard         | 10 2⁄3′ |
| Principal      | 8′      |
| Baßflöte       | 8′      |
| Violone        | 8′      |
| Gemshorn       | 8′      |
| Quinta         | 5 1⁄3′  |
| Octava         | 4′      |
| Mixtur V       |         |
| Contra Posaune | 32′     |
| Posaune        | 16′     |
| Trompete       | 8′      |
| Cornett        | 4′      |

- Koppeln: I/II, IV/III, III/II, III/P
- Spielhilfen: 2 Pedalventile, Ventil Manual I, Ventil Manual II, Ventil Manual III, Ventil Manual IV

### Technische Daten
- 63 Register
- Spieltisch:
  - 4 Manuale
  - Pedal

## Chororgel
Die Chororgel wurde von Carl Hesse aus Wien für die Gemeinde Lechnitz gebaut, kam 1907 nach Paßbusch und schließlich 1987 nach Brașov. Sie hat ein Manual mit angehängtem Pedal, acht Register und ist nach italienischem Vorbild mit weichen Flötenstimmen und geteilten Einzelzügen für die Mixtur disponiert. Sie ist auf 440 Hz gestimmt. 1997 wurde sie durch die Firma Stemmer/Zumikon restauriert.

## Positiv
Ein Positiv wurde 1699 von einem unbekannten Orgelbauer für die Kirche von Reps erbaut. Renovierungen 1918, 1959 und zuletzt 2012 durch die Honigberger Orgelwerkstatt. Sie wurde 2009 in die Schwarze Kirche gebracht und steht dort heute auf einer eigenen Empore im nördlichen Hauptschiff vor dem Triumphbogen. Register- und Spieltraktur sind mechanisch.
Disposition:
I Manual: Principal 8', Koppel 8', Principal Octav 4', Flött 4', Quint 2 2⁄3', Super Octav 2', Waldt Flött 2′, Mixtur
Während der Arbeiten 2012 wurde im Orgelbalg eine Inschrift entdeckt: „Anno 1699 Jahr Majus 9 habe ich Zackarias . ? . ? . ? . Orgelmacher zum Deutschen Kreuz wonnet gefertiget.“

## Aufnahmen/Tonträger
- Orgellandschaft Siebenbürgen. 1988, MDG 319 0414-2, CD (Ursula Philippi, Eckart Schlandt spielen Orgeln in Siebenbürgen).
- Carl A. Buchholz-Orgel (1839) auf YouTube
- Carl-Hesse-Orgel (1861) auf YouTube
- Orgel (1699) auf YouTube